# Phare de Punta Sardina
Le phare de Punta Sardina est un phare situé au nord de la petite ville de Gáldar, sur l'île de la Grande Canarie, dans les Îles Canaries (Espagne). Il marque l'extrémité nord-ouest de l'île et se trouve entre le phare de Punta del Castillete près de Puerto de Mogán au sud et le phare de La Isleta vers l'est.
Il est géré par l'autorité portuaire de Las Palmas de Gran Canaria (Autoridad Portuaria de Las Palmas).

## Histoire
Le premier a été achevé en 1891, dans le cadre du premier plan de feu maritime pour les îles Canaries. Il est resté en service jusqu'à ce qu'il ait été démoli dans les années 1980 pour faire place à la nouvelle tour moderne.
Le deuxième phare a été construit sur le promontoire rocheux de Punta Sardina, qui domine l'océan Atlantique, à côté de l'ancien. C'est une haute tour cylindrique en béton de 24 m de haut, avec deux galerie et une lanterne à dôme gris. Il est peint en blanc avec quatre bandes rouges horizontales. Il est entouré d'une enceinte rectangulaire.
Ce nouveau feu est entré en service le 14 mars 1985. D'une hauteur focale de 47 mètres au-dessus du niveau de la mer, la lumière peut être vue jusqu'à 20 milles marins (37 km). Sa caractéristique lumineuse est composée de quatre éclairs de lumière blanche toutes les vingt secondes.
Identifiant : ARLHS : CAI-055 ; ES-12610 - Amirauté : D2816 - NGA :23928 .
|          |
| Le phare |

### Lien connexe
- Liste des phares des îles Canaries